# カルチャーセンター徳島
カルチャーセンター徳島（カルチャーセンターとくしま）は、徳島県徳島市佐古八番町にあるカルチャーセンターである。

## 概要
生きがいづくり、健康づくりを目的とした施設で、開設している講座は「健康づくり講座」、 「生きがいづくり講座」、「子供講座」の3つがある。2008年（平成20年）10月より「旧とくしま社会保険センター」から現在の名称に変更。 

## 講座一覧

### 健康づくり講座
- ヨーガ
- 太極拳
- ハワイアンフラ
- 真向法
- フレッシュアップ体操
- 社交ダンス
- 中国式健康体操
- エアロビクス
- ピラティス
- バランスボールエクササイズ
- 筋肉リズムエクササイズ
- ZUMBA
- コアチューニング
- 卓球
- 気功
- 背骨コンディショニング
- 姿勢塾
- やわらかカラテ
- テニス
- ゴルフ

### 生きがいづくり講座
- 語学
- 教養
- 手工芸・趣味
- 書道・絵画
- 音楽・舞踊

### 子供講座
- 親子英会話
- 子供硬筆
- 子供書道
- キッズ運動あそび
- 子どもアートスクール

## 交通
- JR徳島線蔵本駅より徒歩約7分。
- 徳島市営バス「佐古八番町下車」、または徳島バス「佐古八番町」下車。